# 불설사십이장경 (충청북도 유형문화재 제265호)
불설사십이장경(佛設四十二章經)은 충청북도 충주시 직동, 석종사에 있는 고려시대의 불경이다. 2005년 1월 7일 충청북도의 유형문화재 제265호로 지정되었다.

## 개요
불교의 요지를 42장으로 나누어 석가의 교훈을 적절한 비유와 함께 간명하게 풀이한 것으로 보존상태가 양호하며 판각한 글씨체를 새김에 있어 정교하고 인쇄상태의 선명성과 지질로 보아 귀중한 자료가 되므로 불교사 연구뿐만 아니라 서지학에 있어서도 가치있는 자료이다.
크기는 가로 14.5cm, 세로 21.5cm이며 인쇄상태 및 지질로 보아 보아 1384년 판각당시의 인출본으로 생각된다.

## 참고 자료
- 불설사십이장경 - 국가유산청 국가유산포털